# Landkreis Friesland
Der Landkreis Friesland ist ein Landkreis im Nordwesten von Niedersachsen in Ost-Friesland. Sitz der Kreisverwaltung ist die Stadt Jever.

## Geographie

### Lage
Der Landkreis Friesland liegt auf dem traditionellen Siedlungsgebiet der Friesen in Ost-Friesland, der Halbinsel zwischen der Ems und dem Jadebusen (wie die benachbarte Stadt Wilhelmshaven), gehörte aber politisch nie zu Ostfriesland. Nach dem Untergang der Herrschaft Jever wurde das Jeverland, wie zuvor bereits die Friesische Wehde, Teil von Oldenburg und wird noch heute zum Oldenburger Land gezählt. Zum Kreisgebiet gehören die ostfriesische Insel Wangerooge und die östlich davon gelegene Minsener Oog.
Der vorwiegende Landschaftstyp ist die Marsch (Schwemmland), gefolgt von Geest und Moor. Weit verbreitet in der Landschaft sind Wallhecken in Form von Wällen, die mit Bäumen oder Sträuchern bewachsen sind. Sie sind Teil der Kulturlandschaft Frieslands und stammen aus dem Mittelalter. Sie dienten damals der Abgrenzung der Grundstücke, heute dienen sie als Windschutz und stellen ökologische Kleingebiete dar. Wegen der Lage des Landkreises direkt an der Nordsee spielt der Tourismus eine wichtige Rolle. Besondere Reize für Urlauber bietet die im Wattenmeer gelegene, neun Kilometer lange Insel Wangerooge.

### Nachbarkreise
Der Landkreis grenzt im Uhrzeigersinn im Norden beginnend an das Wattenmeer der Nordsee, an die Jade und den Jadebusen mit der dazwischen liegenden kreisfreien Stadt Wilhelmshaven sowie an die Landkreise Wesermarsch, Ammerland, Leer und Wittmund.

### Küste
Die Küste des späten 16. Jahrhunderts ist auf der 1595 entstandenen historischen Karte des ostfriesischen Gelehrten Ubbo Emmius wiedergegeben. Deutlich zu erkennen sind die Meereseinbrüche des Schwarzen Bracks zwischen Gödens und Varel sowie der Harlebucht im Landkreis Wittmund.

## Geschichte
Seit dem 19. Jahrhundert war das Gebiet des heutigen Landkreises in die beiden Ämter Jever und Varel sowie die amtsfreien Städte Jever und Varel gegliedert.
Im Rahmen der Oldenburgischen Verwaltungsreform wurde 1933 aus dem Amt und der Stadt Jever, der Stadt Varel und dem größten Teil des Amtes Varel das Amt Friesland gebildet. Damit waren (vgl. oben) die friesischen Teile des Landes Oldenburg zusammengefasst; aus dieser oldenburgischen Binnenperspektive erklärt sich der gewählte Name des Kreises, der den ansonsten viel weiter reichenden Begriff Friesland nicht sprachlich näher eingrenzt. Gleichzeitig wurden die meisten der alten Gemeinden der Ämter Jever und Varel zu neuen Großgemeinden zusammengefasst. Am 1. Januar 1939 wurde das Amt Friesland in Landkreis Friesland umbenannt. Der Landkreis kam 1946 als Teil des Landes Oldenburg zum neu gegründeten Land Niedersachsen.
Die 1933 gebildeten Großgemeinden wurden 1948 wieder in kleinere Gemeinden aufgeteilt.
Die Gebietsreform in Niedersachsen begann im Landkreis Friesland am 1. Januar 1971 mit dem Zusammenschluss der Gemeinden Hohenkirchen, Minsen und Tettens zur neuen Gemeinde Wangerland. Am 1. Juli 1972 wurde das Gesetz zur Neugliederung der Gemeinden im Raum Friesland-Wittmund wirksam:
- Die Gemeinde Sengwarden schied aus dem Landkreis aus und wurde in die kreisfreie Stadt Wilhelmshaven eingegliedert.
- Die ostfriesische Gemeinde Gödens aus dem Landkreis Wittmund wurde in die Gemeinde Sande eingegliedert.
- Die Zahl der Gemeinden des Landkreises wurde auf acht verringert.

Die Änderungen der Gemeindegliederung bei den Gebietsreformen von 1948 und 1972 sind der folgenden Tabelle zu entnehmen:
| Gemeindegliederung des Landkreises Friesland | Gemeindegliederung des Landkreises Friesland | Gemeindegliederung des Landkreises Friesland |
| 1933–1948                                    | 1948–1971                                    | heute                                        |
| -------------------------------------------- | -------------------------------------------- | -------------------------------------------- |
| Friesische Wehde                             | Bockhorn                                     | Bockhorn                                     |
| Friesische Wehde                             | Neuenburg                                    | Zetel                                        |
| Friesische Wehde                             | Zetel                                        | Zetel                                        |
| Jever                                        | Jever                                        | Jever                                        |
| Oestringen                                   | Cleverns-Sandel                              | Jever                                        |
| Oestringen                                   | Sande                                        | Sande                                        |
| Oestringen                                   | Schortens                                    | Schortens                                    |
| Kniphausen                                   | Sillenstede                                  | Schortens                                    |
| Kniphausen                                   | Sengwarden                                   | (zu Wilhelmshaven)                           |
| Varel                                        | Varel                                        | Varel                                        |
| Varel-Land                                   | Varel-Land                                   | Varel                                        |
| Wangerland                                   | Hohenkirchen                                 | Wangerland                                   |
| Wangerland                                   | Tettens                                      | Wangerland                                   |
| Minsen                                       | Minsen                                       | Wangerland                                   |
| Minsen                                       | Hooksiel                                     | Wangerland                                   |
| Minsen                                       | Waddewarden                                  | Wangerland                                   |
| Wangerooge                                   | Wangerooge                                   | Wangerooge                                   |

Durch die am 1. August 1977 in Kraft getretene niedersächsische Kreisreform wurde der Landkreis Friesland aufgelöst und die Gemeinden Bockhorn und Zetel sowie die Stadt Varel wurden in den Landkreis Ammerland umgegliedert. Die Stadt Jever und die Gemeinden Sande, Schortens, Wangerland und Wangerooge wurden mit dem ostfriesischen Landkreis Wittmund zu einem neuen Landkreis Friesland zusammengefasst, dessen Kreisstadt Wittmund wurde.
Aufgrund verschiedener Verfassungsklagen vor dem niedersächsischen Staatsgerichtshof in Bückeburg wurde die Kreisreform in Teilen als verfassungswidrig festgestellt und dem niedersächsischen Landtag eine Überarbeitung des Gesetzes für den Raum Ammerland/Friesland nahegelegt. Zum 1. Januar 1980 wurde daher die Neugliederung des Raumes Friesland/Wittmund zurückgenommen und die Landkreise Ammerland, Friesland und Wittmund wurden in den Grenzen von 1977 wiederhergestellt. Kreisstadt ist seitdem wieder die Stadt Jever. Die ehemalige ostfriesische Gemeinde Gödens verblieb als Teil von Sande im Landkreis Friesland.
Ab Dezember 2012 entwickelte sich auf Anregung des Landrates des Landkreises Friesland, Sven Ambrosy, und des Oberbürgermeisters von Wilhelmshaven, Andreas Wagner, eine sehr kontrovers geführte Debatte um eine intensivere Kooperation zwischen beiden Kommunen. Hintergrund war u. a. das Zukunftsprogramm des Landes Niedersachsen, das bei Gebietsreformen 75 Prozent der kurzfristigen Schulden der an der Fusion beteiligten Kommunen übernimmt. Im Falle von Wilhelmshaven/Friesland hätte die Entschuldungshilfe für Wilhelmshaven 35 Millionen Euro und für Friesland neun Millionen Euro betragen. Zur Klärung der Einsparmöglichkeiten wurde bei der unabhängigen Kommunalen Gemeinschaftsstelle für Verwaltungsmanagement (KGSt) ein Gutachten in Auftrag gegeben, das die finanziellen Auswirkungen einer möglichen Fusion der Stadt Wilhelmshaven und des Landkreises Friesland untersuchen sollte. Das Gutachten wurde im November 2013 veröffentlicht und empfahl eine Einkreisung der Stadt Wilhelmshaven in den Landkreis Friesland. Wilhelmshaven hätte also seine Kreisfreiheit aufgeben müssen. Jedoch konnten sich die politischen Verantwortlichen nicht zu dieser Lösung entschließen. Beide Kommunen lehnten im Dezember 2013 die Einkreisung in den jeweiligen Gremien ab.
Siehe auch: Friesische Freiheit, Rüstringen, Östringen (Gau), Herrschaft Jever

### Einwohnerstatistik

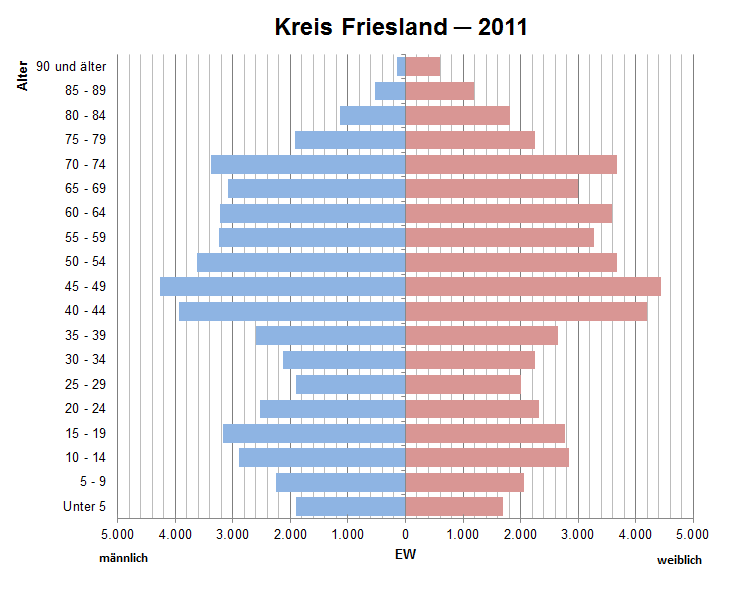
Bevölkerungspyramide für den Kreis Friesland (Datenquelle: Zensus 2011.)

| Jahr | Einwohner | Quelle |
| ---- | --------- | ------ |
| 1933 | 54.942    | [ 8 ]  |
| 1939 | 59.380    | [ 8 ]  |
| 1950 | 94.964    | [ 8 ]  |
| 1960 | 83.000    | [ 8 ]  |
| 1970 | 93.200    | [ 9 ]  |
| 1980 | 96.100    | [ 10 ] |
| 1990 | 94.258    | [ 11 ] |
| 2000 | 100.889   | [ 11 ] |
| 2010 | 99.598    | [ 11 ] |
| 2020 | 98.971    | [ 11 ] |

### Konfessionsstatistik
Gemäß der Volkszählung 2011 waren (Stand 9. Mai 2011) 58,2 % der Einwohner evangelisch, 8,3 % römisch-katholisch und 33,5 % waren Sonstige (konfessionslos, gehörten einer anderen Glaubensgemeinschaft an oder machten keine Angabe). Der Anteil der Protestanten an der Gesamtbevölkerung sinkt seitdem jährlich um 1 Prozentpunkt, während der Anteil der Sonstige jährlich um 1 Prozentpunkt steigt. Gemäß dem Zensus 2022 waren am 25. Mai 2022 47,3 % der Einwohner evangelisch, 7,7 % katholisch, und 45,0 % waren konfessionslos, gehörten einer anderen Glaubensgemeinschaft an oder machten keine Angabe.
Laut Mitgliederstatistik der oldenburgischen Kirche für die Jahren 2022, 2023 und 2024 gab es ein Rückgang der evangelische Gemeindeglieder um 1 Prozentpunkt (Anteil an der Gesamtbevölkerung) jährlich.

## Politik

### Kreistag
Dem Kreistag des Landkreises Friesland gehören 42 gewählte Abgeordnete und der Landrat an. Dies ist die festgelegte Anzahl für einen Landkreis mit einer Einwohnerzahl unter 100.000 Einwohnern. Die Ratsmitglieder werden durch eine Kommunalwahl für jeweils fünf Jahre gewählt. Die aktuelle Amtszeit begann am 1. November 2021 und endet am 31. Oktober 2026.
Bei den letzten Wahlen zum Kreistag am 12. September 2021 kam es zu folgenden Ergebnissen:
- Linke: 1
- PARTEI: 1
- SPD: 16
- Grüne: 6
- FDP: 2
- FB: 1
- UWG: 1
- WPW: 1
- ZV: 2
- CDU: 9
- AfD: 2

Übersicht über Ergebnisse vergangener Kreistagswahlen
| Partei             | 12. September 2021 | 12. September 2021 | 12. September 2021 | 11. September 2016 | 11. September 2016 | 11. September 2016 | 11. September 2011 | 11. September 2011 | 11. September 2011 | 10. September 2006 | 10. September 2006 | 10. September 2006 | 9. September 2001 | 9. September 2001 | 9. September 2001 |
| ------------------ | ------------------ | ------------------ | ------------------ | ------------------ | ------------------ | ------------------ | ------------------ | ------------------ | ------------------ | ------------------ | ------------------ | ------------------ | ----------------- | ----------------- | ----------------- |
| Partei             | Prozent            | Stimmen            | Sitze              | Prozent            | Stimmen            | Sitze              | Prozent            | Stimmen            | Sitze              | Prozent            | Stimmen            | Sitze              | Prozent           | Stimmen           | Sitze             |
| SPD                | 38,2 %             | 54.574             | 16                 | 34,3 %             | 46.637             | 15                 | 38,2 %             | 49.121             | 16                 | 40,9 %             | 47.465             | 19                 | 41,8 %            | 53.824            | 20                |
| CDU                | 21,2 %             | 30.390             | 9                  | 24,3 %             | 33.089             | 10                 | 24,0 %             | 30.778             | 10                 | 27,9 %             | 32.423             | 13                 | 28,9 %            | 37.303            | 13                |
| Grüne              | 13,1 %             | 18.721             | 6                  | 10,3 %             | 14.058             | 4                  | 12,1 %             | 15.502             | 5                  | 6,1 %              | 7.044              | 3                  | 6,3 %             | 8.135             | 3                 |
| FDP                | 5,6 %              | 7.985              | 2                  | 5,4 %              | 7.399              | 2                  | 4,6 %              | 5.858              | 2                  | 9,6 %              | 11.165             | 4                  | 8,5 %             | 10.920            | 4                 |
| Zukunft Varel (ZV) | 4,7 %              | 6.680              | 2                  | 5,9 %              | 8.031              | 3                  | 3,6 %              | 4.681              | 2                  | –                  | –                  | –                  | –                 | –                 | –                 |
| AfD                | 4,0 %              | 5.665              | 2                  | 7,7 %              | 10.540             | 3                  | –                  | –                  | –                  | –                  | –                  | –                  | –                 | –                 | –                 |
| Freie Bürger (FB)  | 3,1 %              | 4.444              | 1                  | 2,3 %              | 3.105              | 1                  | –                  | –                  | –                  | –                  | –                  | –                  | –                 | –                 | –                 |
| Die Linke          | 1,7 %              | 2.470              | 1                  | 2,0 %              | 2.732              | 1                  | 1,7 %              | 2.244              | 1                  | 1,3 %              | 1.543              | 1                  | –                 | –                 | –                 |
| UWG                | 1,7 %              | 2.447              | 1                  | 2,4 %              | 3.293              | 1                  | 3,6 %              | 4.623              | 1                  | 3,8 %              | 4.415              | 2                  | 5,0 %             | 6.426             | 3                 |
| Die PARTEI         | 1,4 %              | 2.023              | 1                  | –                  | –                  | –                  | –                  | –                  | –                  | –                  | –                  | –                  | –                 | –                 | –                 |
| WPW                | 1,3 %              | 1.881              | 1                  | –                  | –                  | –                  | –                  | –                  | –                  | –                  | –                  | –                  | –                 | –                 | –                 |
| SWG                | 1,1 %              | 1.630              | 0                  | 2,3 %              | 3.115              | 1                  | 3,0 %              | 3.809              | 1                  | 2,7 %              | 3.134              | 1                  | 4,6 %             | 5.923             | 2                 |
| MMW                | 0,9 %              | 1.302              | 0                  | 2,2 %              | 3.031              | 1                  | 2,8 %              | 3.630              | 1                  | 3,2 %              | 3.767              | 1                  | –                 | –                 | –                 |
| Die Basis          | 0,7 %              | 1.046              | 0                  | –                  | –                  | –                  | –                  | –                  | –                  | –                  | –                  | –                  | –                 | –                 | –                 |
| PFF                | 0,6 %              | 825                | 0                  | –                  | –                  | –                  | –                  | –                  | –                  | –                  | –                  | –                  | –                 | –                 | –                 |
| Klare Kante        | 0,3 %              | 414                | 0                  | –                  | –                  | –                  | –                  | –                  | –                  | –                  | –                  | –                  | –                 | –                 | –                 |
| SWV                | 0,1 %              | 79                 | 0                  | –                  | –                  | –                  | –                  | –                  | –                  | –                  | –                  | –                  | –                 | –                 | –                 |
| BBV/F              | –                  | –                  | –                  | 0,8 %              | 1.100              | 0                  | 1,4 %              | 1.844              | 1                  | –                  | –                  | –                  | –                 | –                 | –                 |
| BfB                | –                  | –                  | –                  | –                  | –                  | –                  | 4,4 %              | 5.626              | 2                  | 4,5 %              | 5.223              | 2                  | 2,7 %             | 3.451             | 1                 |
| Einzelbewerber     | 0,3 %              | 381                | 0                  | –                  | –                  | –                  | –                  | –                  | –                  | –                  | –                  | –                  | –                 | –                 | –                 |
| Wahlbeteiligung    | 49.433 von 84.522  | 49.433 von 84.522  | 49.433 von 84.522  | 47.166 von 83.568  | 47.166 von 83.568  | 47.166 von 83.568  | 45.280 von 82.967  | 45.280 von 82.967  | 45.280 von 82.967  | 41.027 von 82.602  | 41.027 von 82.602  | 41.027 von 82.602  | 45.013 von 80.576 | 45.013 von 80.576 | 45.013 von 80.576 |
| Wahlbeteiligung    | 58,5 %             | 58,5 %             | 58,5 %             | 56,4 %             | 56,4 %             | 56,4 %             | 54,6 %             | 54,6 %             | 54,6 %             | 49,7 %             | 49,7 %             | 49,7 %             | 55,9 %            | 55,9 %            | 55,9 %            |

### Landrat
Der Landrat eines Landkreises vertritt den Landkreis auf politischer Ebene und ist gleichzeitig Chef der Kreisverwaltung. Seit dem 12. August 2003 ist Sven Ambrosy der hauptamtliche Landrat des Landkreises Friesland. Er löste damit Karin Evers-Meyer als Landrätin und Lothar Knippert als Oberkreisdirektor ab. Zuvor war Ambrosy im Juli 2000 als Abteilungsleiter zum Landkreis Friesland gekommen. Ab dem 1. Juli 2001 war er außerdem stellvertretender Oberkreisdirektor.
Silke Vogelbusch ist seit dem 1. Januar 2012 Ambrosys allgemeine Vertreterin. Sie wurde im November 2011 in der konstituierenden Sitzung des Kreistags Friesland in Schortens als Erste Kreisrätin gewählt.
Weiterhin gibt es für repräsentative Aufgaben drei gleichberechtigte ehrenamtlichen stellvertretenden Landräte.

### Vertreter in Land- und Bundestag

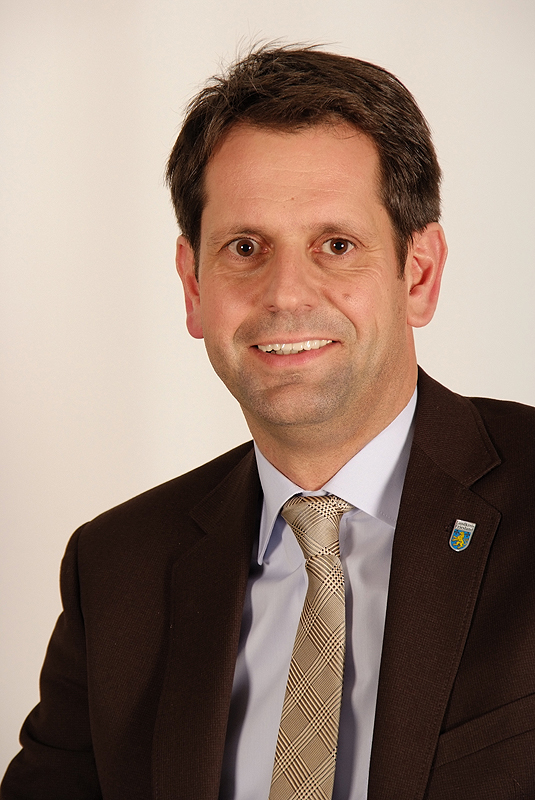
Landtagsabgeordneter Olaf Lies

Bei den Wahlen zum Niedersächsischen Landtag bildet der Landkreis Friesland den Landtagswahlkreis 070 Friesland. Das Direktmandat wurde im Januar 2013 durch Olaf Lies von der SPD gewonnen. Bei der Wahl vom 15. Oktober 2017 konnte er den Erfolg wiederholen. Bei der letzten Landtagswahl vom 9. Oktober 2022 konnte Lies das Direktmandat mit 48,96 % der Stimmen bei einer Wahlbeteiligung von 59,54 % erneut verteidigen. Weiterhin werden Katharina Jensen (CDU) und Sina Beckmann (Grüne) den Landkreis im Landtag vertreten. Sie zogen über die jeweiligen Landeslisten ihrer Parteien in das Parlament. Die konstituierende Sitzung des neu gewählten Parlaments fand am 8. November 2022 statt. Die Wahlperiode endet im Herbst 2027.
Der Bundestagswahlkreis 026 Friesland-Wilhelmshaven-Wittmund umfasst die Stadt Wilhelmshaven sowie die Landkreise Friesland und Wittmund. Bei der Bundestagswahl 2025 gewann die Sozialdemokratin Siemtje Möller das Direktmandat zum dritten Mal in Folge. Über Listenplätze ihrer Parteien zogen Anne Janssen (CDU) und Martin Sichert (AfD) aus dem Wahlkreis in den Bundestag ein.

### Wappen und Flagge
Das Kreiswappen wird wie folgt beschrieben: „In Blau ein rot-bewehrter goldener Löwe zwischen einem silbernen Ankerkreuz im rechten und linken Obereck.“ Es drückt die 1933 erfolgte Zusammenfassung der Ämter Jever und Varel bzw. des Jeverlandes und der Friesischen Wehde aus. Der Löwe ist ein mittelalterliches Herrschaftszeichen der Häuptlinge von Jever, während das Ankerkreuz dem Familienwappen der Grafen von Bentinck entlehnt wurde, die bis ins 19. Jahrhundert in den Herrschaften Varel und Kniphausen Hoheitsrechte innehatten. Das Wappen wurde am 26. April 1962 verliehen. Die Kreisflagge ist waagerecht blau-rot gestreift mit aufgelegtem Kreiswappen. Blau und Rot sind die oldenburgischen Landesfarben.

### LiquidFriesland
Der Landkreis Friesland ist die erste Kommune in Deutschland, in der eine aktive Bürgerbeteiligung online über das Projekt LiquidFriesland möglich ist. Die dafür eingesetzte Software LiquidFeedback wurde am 9. November 2012 freigeschaltet. Ende April 2016 wurde die kaum noch genutzte Plattform abgeschaltet. Im Dezember 2016 veröffentlichte der Landkreis Friesland eine überarbeitete Onlineplattform mit dem gleichen Namen, auf der Bürger ihre Anregungen direkt an den Landkreis Friesland senden können.

## Wirtschaft
Im Zukunftsatlas 2016 belegte der Landkreis Friesland Platz 224 von 402 Landkreisen, Kommunalverbänden und kreisfreien Städten in Deutschland und zählt damit zu den Regionen mit „ausgeglichenem Chancen-Risiko Mix“ für die Zukunft.
Das BIP pro Kopf betrug im Jahre 2020 26.964 Euro (Durchschnitt Niedersachsen: 37.980 Euro).

## Institutionen
Für die Pflege und Förderung kultureller und historischer Belange des alten Oldenburger Landes ist die Oldenburgische Landschaft, eine eingetragene Körperschaft des öffentlichen Rechts, zuständig. Diese ist für das Gebiet des Landkreises auch Mitglied in der Sektion Ost des Interfriesischen Rates. Die Landschaft hat ihren Sitz in der Stadt Oldenburg.

## Archäologische Denkmäler im Landkreis Friesland
- Burg Canarienhausen bei Waddewarden
- Christiansburg bei Varel
- Dorfwurt Ziallerns
- Ellenser Damm
- Festung Ellenserdamm
- Friederiken Vorwerksdeich
- Grabhügelfeld Schortens
- Jedutenhügel bei Rotenhahn (Varel)
- Kirchenburg in Jever
- Kirchwurt Sillenstede
- Kloster Oestringfelde
- Motte beim Klosterhof Lindern
- Schloss Jever
- Sietwendung
- Stadtbefestigung von Jever
- Wasserschloss Gödens
- Woltersberg bei Jever

## Jüdische Friedhöfe im Landkreis Friesland
Im Landkreis Friesland gibt es vier jüdische Friedhöfe: in Hohenberge, einem Ortsteil von Varel, in Jever, in Neustadtgödens und in Schortens. Es sind geschützte Kulturdenkmäler – steinerne Zeugen für ehemals existierende jüdische Gemeinden und eines regen jüdischen Gemeindelebens bis in die 1930er Jahre. Die Friedhöfe sind meist schlecht aufzufinden, zumal sie sich vorwiegend am Rande der Gemeinden befinden.

## Verkehr

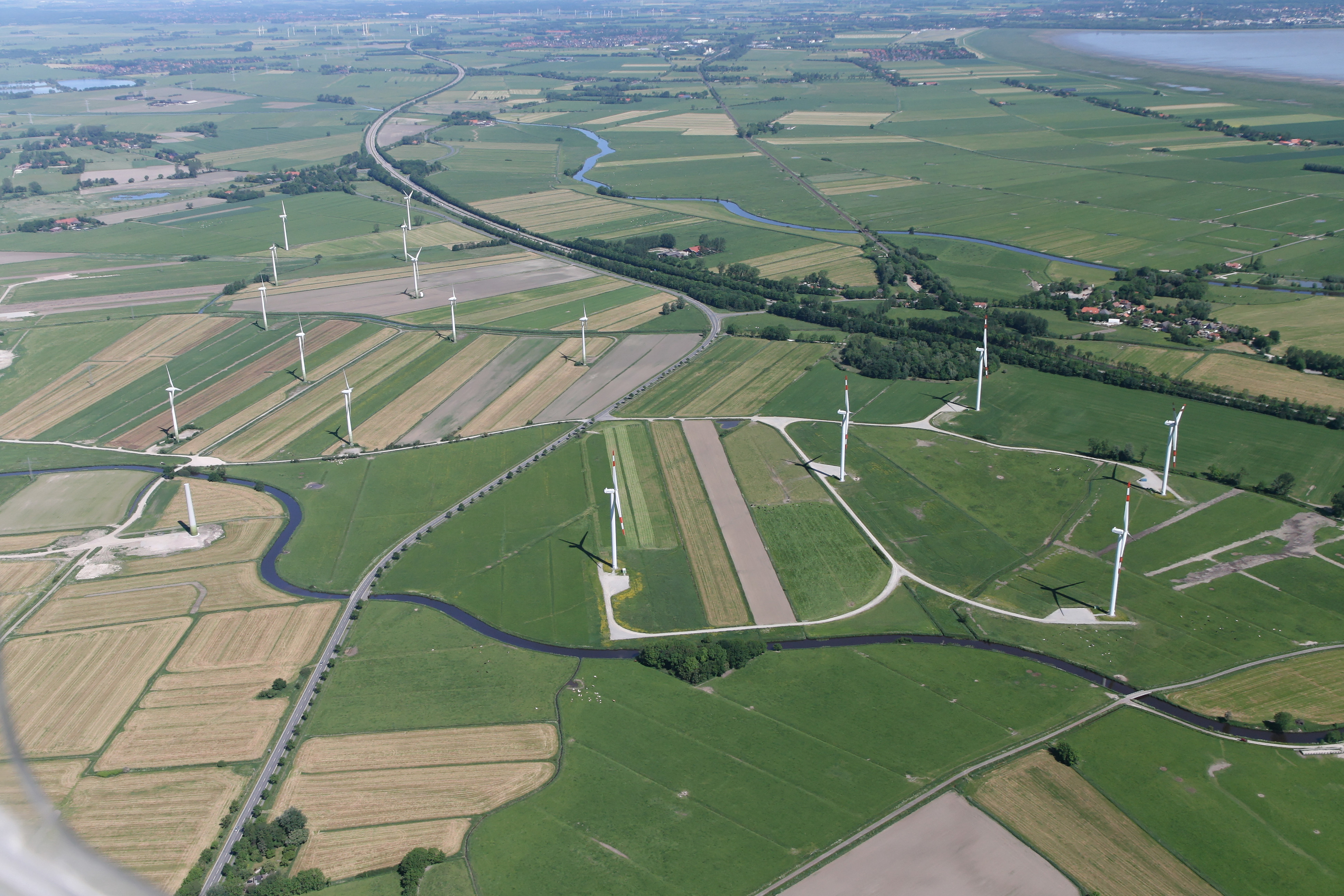
A 29 und Bahnstrecke Wilhelmshaven–Oldenburg westlich des Jadebusens in der Mitte des Landkreises Friesland

Die Preußische Staatsbahn verband seit 1867 den wichtigen Kriegshafen Wilhelmshaven über Sande–Varel mit der Residenzstadt Oldenburg (Oldenburg).
Am Bahnhof Sande schloss sich ab 1871 eine Strecke der Oldenburgischen Staatsbahn zur Kreisstadt Jever an, die 1883 nach Wittmund, Esens und schließlich über Dornum nach Norden weitergeführt wurde.
In Jever zweigte seit 1888 eine vom Bankhaus Erlanger & Söhne, Frankfurt am Main erbaute Bahn nach Harle ab, dem Ausgangspunkt der Schiffslinie zur Insel Wangerooge. Dort nahm die Oldenburgische Staatsbahn 1897 eine meterspurige Inselbahn in Betrieb.
Von der Stammlinie Oldenburg (Oldb) – Wilhelmshaven nahmen im Jahre 1893 noch weitere Nebenbahnen ihren Ausgang: Von Ellenserdamm ging es nach Süden in Richtung Grabstede und 1905 weiter bis Westerstede. In Bockhorn kreuzte die von Varel abzweigende Linie, die 1894 bis Zetel und 1896 bis Neuenburg weiterführte; davon zweigte wiederum die Stichbahn Borgstede – Bramloge ab. Die Querverbindung Varel – Rodenkirchen entstand 1913.
Damit wurde auf dem Festland ein Staatsbahnnetz von 110 km von Personenzügen befahren. Über die Hälfte wurde nach dem Zweiten Weltkrieg stillgelegt:
- 1954: Ellenserdamm – Bockhorn – Grabstede – Ocholt: 15 km;
Varel – Borgstede – Zetel – Neuenburg: 19 km und
Borgstede – Bramloge: 4 km
- 1958: Varel – Hohenberge – Rodenkirchen: 22 km
- 1987: Jever – Carolinensiel – Harle: 20 km

Der gesamte Personenverkehr auf dem Festland liegt heute in der Hand der NordWestBahn GmbH. Die Deutsche Bahn hat sich, mit Ausnahme der Wangerooger Inselbahn, völlig aus dem Kreisgebiet zurückgezogen.
Der Landkreis Friesland liegt im Einzugsbereich der Bundesautobahn A 29 und der Bundesstraßen 210, B 436 und B 437.

## Gemeinden
| In Klammern die Einwohnerzahl am 31. Dezember 2023. Einheitsgemeinden 1. Bockhorn (8976) 2. Jever, Kreisstadt (14.749) 3. Sande (8683) 4. Schortens, Stadt, selbständige Gemeinde (20.935) 5. Varel, Stadt, selbständige Gemeinde (24.703) 6. Wangerland [Sitz: Hohenkirchen] (9105) 7. Wangerooge, Nordseebad (1053) 8. Zetel (12.257) |

## Schutzgebiete
Im Landkreis befinden sich neben Landschaftsschutzgebieten und Naturdenkmalen neun ausgewiesene Naturschutzgebiete (Stand Februar 2017).
Siehe auch:
- Liste der Naturschutzgebiete im Landkreis Friesland
- Liste der Landschaftsschutzgebiete im Landkreis Friesland
- Liste der Naturdenkmale im Landkreis Friesland
- Liste der geschützten Landschaftsbestandteile im Landkreis Friesland

## Kfz-Kennzeichen
Am 1. Juli 1956 wurde dem Landkreis bei der Einführung der bis heute gültigen Kfz-Kennzeichen das Unterscheidungszeichen JEV zugewiesen.
Am 5. April 1978 erhielt der Landkreis die neue Kennung FRI. Nach Wiederherstellung der Landkreise Ammerland, Friesland und Wittmund in ihrer ursprünglichen Form am 1. Januar 1980 blieb das FRI-Kennzeichen erhalten und wird bis heute ausgegeben.